# Pizzahjul
Et pizzahjul er et køkkenredskab, som bruges til at dele pizza.
Det består af et håndtag og et skarpt hjul, som ofte er lavet af rustfrit stål.